# كارلوس مارتينيز (لاعب كرة قدم إسباني)
كارلوس مارتينيز (بالإسبانية: Carlos Martinez Aibar)‏ (29 مارس 1989 في إسبانيا - ) هو لاعب كرة قدم إسباني في مركز الوسط. لعب مع نادي سودوفا ماريامبوله ونادي غيخيليو ونادي قادش ونادي كوكيمبو أونيدو وChiclana CF ‏ ونادي قادش ب ‏ ونادي لويس أنخيل فيربو ونادي سان فرناندو ‏ وVöcklabrucker SC ‏.

## وصلات خارجية
- كارلوس مارتينيز على موقع قاعدة بيانات كرة القدم.إي يو (الإنجليزية)
- كارلوس مارتينيز على موقع Soccerway.com (الإنجليزية)